# Двадцять сьома поправка до Конституції США

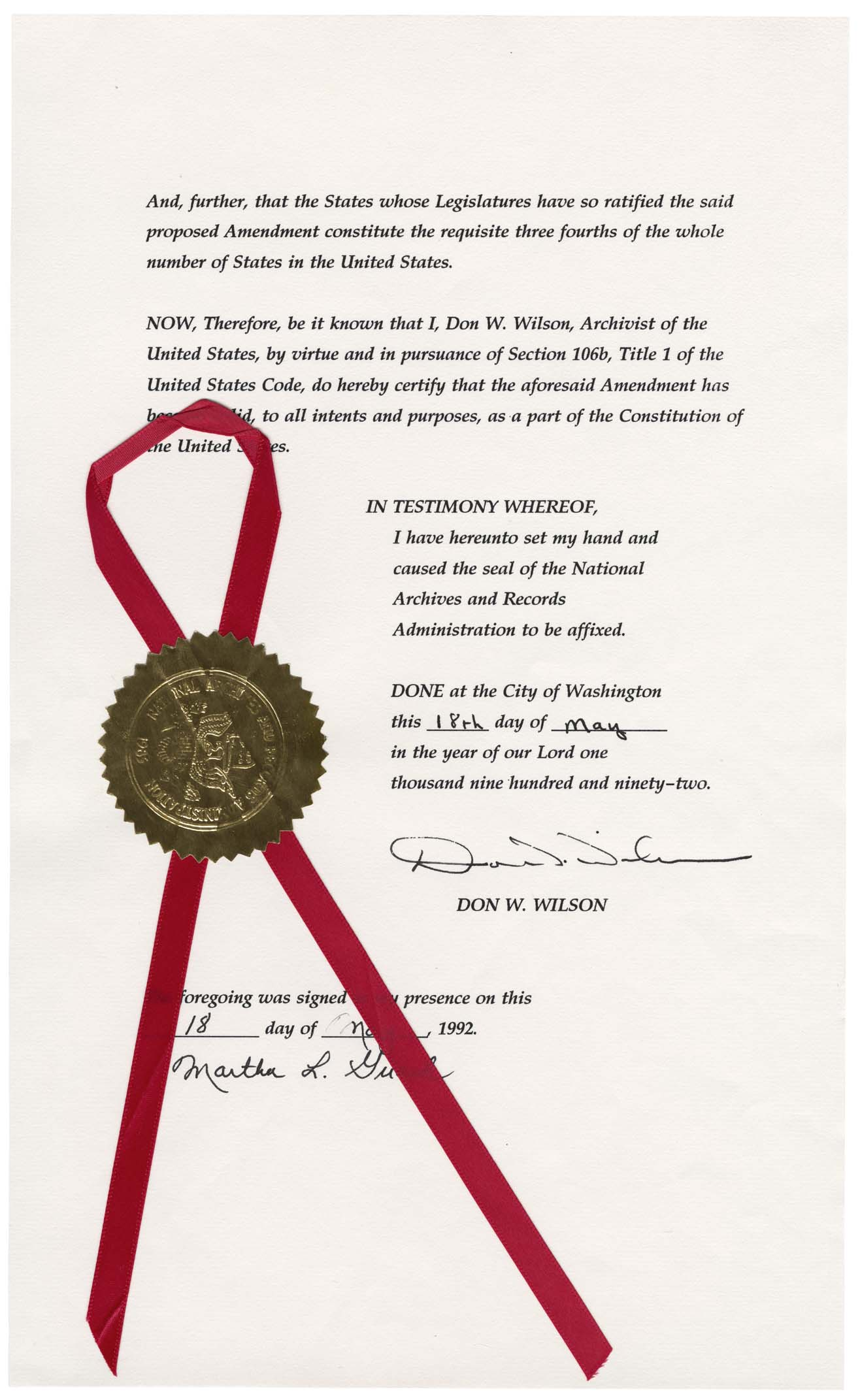
Двадцять сьома поправка до Конституції США. Сторінка 3, печатка на якій засвідчує вступ поправки в силу

Двадцять сьома поправка до Конституції США (англ. Twenty-seventh Amendment to the United States Constitution) набула чинності 5 травня 1992 року. Це остання поправка до Конституції США. Вона визначала порядок зміни розміру винагороди сенаторів або представників.

## Текст поправки
| Жоден закон, що передбачає зміну розміру винагороди за службу сенаторів або представників не набере чинності, доки не відбудуться нові вибори представників. Оригінальний текст (англ.) No law, varying the compensation for the services of the Senators and Representatives, shall take effect, until an election of Representatives shall have intervened. |

## Передісторія
Кілька штатів порушували питання про зарплату в Конгресі ще під час обговорення ратифікації Конституції США.
Ратифікуючий конвент Півночної Кароліни запропонував декілька поправок до Конституції, включаючи наступну: «Введення в дію законів, що встановлюють грошову винагороду сенаторам та представникам за їхні послуги, відкладається до закінчення виборів представників, які негайно слідують за прийняттям таких законів; за умови, що такі закони спочатку приймаються». Конвент Вірджинії рекомендував аналогічну поправку.
Декларація про ратифікацію від штату Нью-Йорк супроводжувалася аналогічною пропозицією щодо внесення змін: «Оплата сенаторам і представникам визначається чинним законом, і щоб жодні зміни наявного закону про грошову винагороду не впроваджувались в інтересах представників, доки не відбудуться наступні вибори».

### Пропозиції Конгресу
Ця поправка була однією з декількох запропонованих поправок до Конституції, внесених представником Джеймсом Медісоном від Вірджинії у Палату представників 8 червня 1789 р. Первісний намір Медісона був додати поправку до кінця Статті I, розділу 6, пункту 1 Конституції.
Разом з іншими пропозиціями Медісона, поправку було передано до комітету, що складався з одного представника від кожного штату і палата Представників почала його обговорення і 24 серпня 1789 року прийняла його та ще шістнадцять статей змін. Пропозиції розглядались паралельно із Сенатом, де було внесено 26 істотних змін. 9 вересня 1789 р. Сенат схвалив складений і консолідований пакет із дванадцяти статей змін.
21 вересня 1789 року було скликано «Палату-Сенат», щоб вирішити численні розбіжності між пропозиціями Палати Представників та Сенату до Біллю про права. 24 вересня 1789 р. Комітет опублікував свій звіт, в якому остаточно було дороблено 12 запропонованих поправок для розгляду Палатою та Сенатом. Палата дала згоду на доповідь для конференції того ж дня, Сенат погодився наступного дня.
Текст, який стане Двадцять сьомою поправкою, йшов другим у списку серед двадцяти пропозицій, що надсилалися до штатів для розгляду 25 вересня 1789 року. Десять з них — номери 3-12 — були ратифіковані 15 місяців потому і зараз відомі як Білль про права. Пропозиції, що залишилися, не були ратифіковані достатньою кількістю штатів, щоб стати частиною Конституції.

### Відновлення інтересу
Запропонована поправка була значною мірою забута, поки Грегорі Вотсон, студент магістратури Техаського університету в Остіні, не написав доповідь на цю тему в 1982 році для курсу політології. У статті Вотсон стверджував, що поправка все ще є «живою» і може бути ратифікована. Вотсон отримав оцінку «С» за свою працю і звернувся з оцінкою до викладача курсу Шерон Вейт, яка відмовилася переоцінити роботу студента. Згадуючи документ, Вейт заявила: «Я якось поглянула на це, але не побачила нічого, що було б особливо видатним, і я подумала, що „C“, мабуть, добра». У відповідь Вотсон надав новий поштовх до ратифікаційної кампанії шляхом написання листів до законодавчих органів штатів.
Коли Вотсон почав свою кампанію на початку 1982 року, йому було відомо про ратифікацію лише в шести штатах, і він помилково вважав, що ратифікація в Вірджинії 1791 року — це остання дія, вжита штатами. У 1983 році він виявив, що Огайо затвердив поправку в 1873 році як засіб протесту проти Закону про заробітну плату і в 1984 році дізнався, що Вайомінг зробив те саме в 1978 році, як протест проти підвищення зарплати в конгресі 1977 року. Крім того, до 1997 року, вже після прийняття поправки, Вотсон не знав, що Кентуккі ратифікував поправку в 1792 році. Крім того, Вотсон не знав, до 1997 року, після прийняття поправки що Кентуккі ратифікувалв поправку 1792 року, як і самі законодавці Кентуккі, які, слідуючи бажанню Уотсона ратифікувати поправку в усіх 50 штатах, постратифікували її 1996 року, не знаючи, що штат зробив це ще 204 роки тому
У квітні 1983 року Мен став першим штатом, який ратифікував поправку в результаті кампанії Уотсона, після чого це зробив Колорадо в квітні 1984 року, а згодом і багато інших штатів. Ратифікація в штаті Мічиган 7 травня 1992 р., що стала 38-ю, зумовила підтвердження поправки.

## Ратифікація штатами

Ратифікували поправку, 1789–1792
Ратифікували поправку, 1873
Ратифікували поправку, 1978–1991
Ратифікували поправку, березень 1992
Ратифікували після введення в дію, 1992–дотепер
Ратифікували поправку двічі
Не ратифікували

Наступні штати ратифікували Двадцять сьому поправку:
Меріленд — 19 грудня 1789 року,
Північна Кароліна — 22 грудня 1789 р. (підтверджено 4 липня 1989 р.),
Південна Кароліна — 19 січня 1790 року,
Делавер — 28 січня 1790 року,
Вермонт — 3 листопада 1791 року,
Вірджинія — 15 грудня 1791 року,
Кентуккі — 27 червня 1792 р. (підтверджено 21 березня 1996 р.),
Огайо- 6 травня 1873 року,
Вайомінг — 6 березня 1978 року,
Мен — 27 квітня 1983 року,
Колорадо — 22 квітня 1984 року,
Південна Дакота — 21 лютого 1985 року,
Нью-Гемпшир — 7 березня 1985 р. (після відхилення — 26 січня 1790 р.),
Аризона — 3 квітня 1985 року,
Теннессі — 28 травня 1985 року,
Оклахома — 1 липня 1985 року,
Нью-Мексико — 14 лютого 1986 року,
Індіана — 24 лютого 1986 року,
Юта — 25 лютого 1986 року,
Арканзас — 13 березня 1987 року,
Монтана — 17 березня 1987 року,
Коннектикут — 13 травня 1987 року,
Вісконсін — 15 липня 1987 року,
Джорджія — 2 лютого 1988 року,
Західна Вірджинія — 10 березня 1988 року,
Луїзіана — 7 липня 1988 року,
Айова — 9 лютого 1989 року,
Айдахо — 23 березня 1989 року,
Невада — 26 квітня 1989 року,
Аляска — 6 травня 1989 року,
Орегон — 19 травня 1989 року,
Міннесота — 22 травня 1989 року,
Техас — 25 травня 1989 року,
Канзас — 5 квітня 1990 року,
Флорида — 31 травня 1990 року,
Північна Дакота — 25 березня 1991 року,
Міссурі — 5 травня 1992 року,
Алабама — 5 травня 1992 року,
Мічиган — 7 травня 1992 року.
18 травня 1992 року Дон У. Вілсон, Архіваріус Сполучених Штатів, підтвердив, що ратифікація цієї поправки була завершена. Вважалося, що Мічиган, 7 травня 1992 р. став 38-м штатом, що ратифікував поправку, але згодом з'ясувалося, що Генеральна Асамблея Кентуккі ратифікувала поправку під час першого місяця існування цього штату,, що, таким чином, робить Алабаму (яка ратифікувала поправку після Міссурі 5 травня 1992 р.) штатом, який завершив доповнення поправки до Конституції.
Потім поправка була ратифікована у наступних штатах:
Нью-Джерсі — 7 травня 1992 р. (після відмови — 20 листопада 1789 р.),
Іллінойс — 12 травня 1992 року,
Каліфорнія — 26 червня 1992 року,
Род-Айленд — 10 червня 1993 р. (після відхилення — 7 червня 1790 р.),
Гаваї — 29 квітня 1994 р.,
Вашингтон — 6 квітня 1995 р.,
Небраска — 1 квітня 2016 р..
Чотири штати не ратифікували Двадцять сьому поправку: Массачусетс , Міссісіпі , Нью-Йорк та Пенсільванія.

### Підтвердження ратифікації
19 травня 1992 року ратифікаційна грамота 27-ї поправки була підписана Архіваріусом США 18 травня 1992 року, надрукована та опублікована у Федеральному реєстрі.
Підтверджуючи, що поправка була належним чином ратифікована, Архіваріус Сполучених Штатів діяв відповідно до встановлених законом повноважень, наданих Конгресом для його посади відповідно до Розділу 1 Кодексу США, § 106b, де зазначено:
"Щоразу, коли в Національну адміністрацію архівів та діловодства надходить офіційне повідомлення про те, що будь-яка поправка, запропонована до Конституції Сполучених Штатів, була прийнята відповідно до положень Конституції, Архіваріус Сполучених Штатів негайно публікує поправку з його сертифікатом із зазначенням штатів, в яких вона могла б бути прийнятою, і набула чинності для всіх намірів і цілей, як частина Конституції Сполучених Штатів."
Відповідь у Конгресі була різкою. Сенатор Роберт Берд із Західної Вірджинії критикував Вілсона за те, що він підтвердив поправку без затвердження Конгресу. Хоча Берд підтримав прийняття поправки в Конгресі, він стверджував, що Вілсон відступив від «історичної традиції», не чекаючи, коли Конгрес розгляне обґрунтованість ратифікації, враховуючи надзвичайно тривалий проміжок часу з моменту запропонування поправки. Спікер палати Том Фолі та інші закликали до юридичного оспорювання незвичної ратифікації поправки.
20 травня 1992 року, згідно з прецедентом щодо ратифікації Чотирнадцятої поправки, кожна палата Конгресу прийняла свою версію одночасної резолюції, в якій вони погодилися, що поправка була ратифікована, незважаючи на незвичний період понад 202 роки для виконання завдання. Ухвалення Сенатом резолюції було одноголосним (99 до 0), а голосування Палати було 414 проти 3.